# Ellettsville
Ellettsville est une ville américaine située dans le comté de Monroe, dans l’État de l’Indiana. Lors du recensement de 2010, sa population s’élevait à 6 378 habitants.

## Histoire
Ellettsville a été incorporée en tant que town en 1866.

## Source
- (en) Cet article est partiellement ou en totalité issu de l’article de Wikipédia en anglais intitulé « Ellettsville, Indiana » (voir la liste des auteurs).